# نابليون الثاني
نابليون فرانسوا جوزيف شارل بونابرت (باالفرنسية: Napoléon François Charles Joseph Bonaparte ؛ وبالإيطالية: Napoleone II di Francia) دوق ريخستاد (20 مارس 1811 - 22 يوليو 1832). بعد العام 1818 عرف باسم فرانز كان ابن نابليون الأول، امبراطور الفرنسيين، من زوجته الثانية ماري لويز دوقة بارما وأرشيدوقة النمسا. من الباب الثالث والمادة 9 من الدستور الفرنسي في ذلك الوقت، كان أميرا إمبراطوريا، ولكن كان من المعروف أيضا انه ولد ملكا لروما الذي أعلنه نابليون الأول بصفته الوريث الوحيد للعرش. تنازل والده عن العرش لصالحه، لكي ينقل له لقب إمبراطور فرنسا، في العام 1815.

## سيرة وحياة الأمير

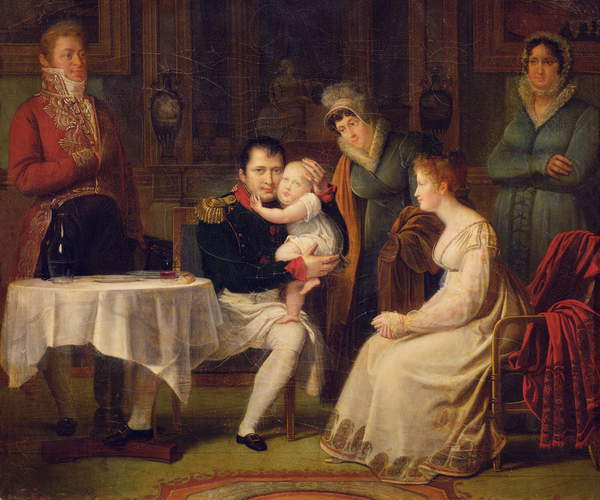
نابليون الأول مع زوجته ماري لويز وابنهما نابليون الثاني، لوحة للرسام الفرنسي ألكسندر مونجو

ولد نابليون فرانسوا جوزيف شارل في قصر التويلري في باريس للإمبراطور نابليون الأول من زوجته الثانية ماري لويز أرشيدوقة النمسا في العام 1811, وحفيد ملك النمسا من ناحية الأُم كما أنه الابن الأكبر لنابليون الأول. حمل منذ ولادته لقب «ملك روما»، ثم «أمير بارما»، قبل أن يمنحه جده الملك لقب «دوق ريخستاد». ويبقى اللقب الأكثر شبها به هو «العُقيب»، أي العُقاب الصغير، على الرغم من أنه عرف به بعد وفاته منفيا عند جده في قصر شونبرون في فيينا، وعمره فوق العشرين بسنة. تمنّى نابليون الأول كثيرًا أن يكون له ولدا؛ ليرث إمبراطوريته وتلقى ابنه بكثير من الفرح، وكان حسب الدستور هو الأمير الامبراطوري وولي العهد، قدم ابنه نمط «جلالة الملك روما». وبعد ثلاث سنوات، وعند قرب انهيار الإمبراطورية الفرنسية الأولى، أراد نابليون أن يتنازل عن العرش لصالح ابنه ولكن دول الحلفاء رفضت، بناء على إصرار من الإمبراطور الكسندر الأول الروسي.
في 29 مارس 1814، برفقه جناح وحرس لها، غادرت الامبراطورة قصر تويلري مع ابنها. وكانت المحطة الأولى في شاتو دي رامبوييه، ثم خوفا من تقدم قوات العدو، واصلوا إلى بلوا دو شاتو. في 13 نيسان / أبريل، ماري لويز وطفلها الصغير ملك روما البالغ من العمر ثلاث سنوات قد تضاءلت وضعفت نسبة حمايتهم، ومرة أخرى عادوا إلى رامبوييه حيث التقت والدها فرانسيس الأول إمبراطور النمسا، والإمبراطور الكسندر الأول من روسيا. في 23 أبريل رافقت الأم وابنها كتيبة حرس نمساوية مغادرين رامبوييه وفرنسا ليستقروا في المنفى في النمسا إلى الأبد.
عندما أُبعد نابليون الأول سنة 1814 للميلاد، تنازل عن العرش لصالح ابنه الشاب، إلا أن مجلس الشيوخ لم يعترف بالّلقب وعين لويس الثامن عشر على رأس العرش. أخذت ماري لويس ابنها ليعيش ببلاط والدها، فرانسيس الأول بالنمسا. عندما انهزم نابليون الأول في معركة واترلو سنة 1815م، نادى بابنه نابليون الثاني ملكًا، غير أن الفرنسيين تجاهلوه وبقي نابليون الثاني في النمسا حيث منحته أسرة والدته لقب دوق رايخستاد سنة 1818م.

## وفاته
لم يكن نابليون الثاني قوي البنية وكان شابًا طويل القامة ونحيلاً. تُوفى بمرض الدرن عن عمر يناهز 21 سنة ودفن في مقبرة كنيسة الأسرة ب فيينا. طلبت الحكومة الفرنسية فيما بعد إعادة جثمانه إلى فرنسا إلا أن الطلب قوبل بالرفض لعدة سنوات. في سنة 1940م، قام هتلر بنقل جثمانه ليكون بجوار جثمان نابليون الأول في ليزانفاليد في باريس.

## معرض صور

## وصلات خارجية
- نابليون الثاني على موقع الموسوعة البريطانية (الإنجليزية)
- نابليون الثاني على موقع إن إن دي بي (الإنجليزية)